# Kiyomizu-dera
Pour les articles homonymes, voir Kiyomizu-dera (homonymie).
Le temple Kiyomizu ou Kiyomizu-dera (清水寺) (littéralement « temple de l'eau pure ») fait référence à un complexe de temples bouddhistes et shintoïstes mais est principalement utilisé pour un seul : l'Otowa-san Kiyomizu-dera (音羽山清水寺) à l'est de Kyoto, qui est l'un des endroits les plus célèbres de la ville. Il a été enregistré au patrimoine mondial culturel de l'UNESCO en 1994.

## Histoire
Le Kiyomizu-dera trouve ses origines en 778, vers la fin de l'époque Nara ; selon la tradition, il aurait été construit par Sakanoue no Tamuramaro. Le bâtiment principal et l'Oku-no-in datent de 1633 ; ils ont été reconstruits par Tokugawa Iemitsu. La porte Niō a été reconstruite au début du XVIe siècle, et rénovée en 2003, alors que la porte ouest a été reconstruite en 1631. Le Zuigu-do a lui été reconstruit en 1718.
Le temple tient son nom de la chute d'eau qui se trouve à l'intérieur de son enceinte, eau provenant des collines environnantes, kiyoi mizu (清い水) signifiant « eau pure » ou « eau de source ».

## Description
Le bâtiment principal du Kiyomizu-dera est célèbre pour sa plateforme, soutenue par des centaines de piliers en utilisant la technique du kakezukuri (ja), à flanc de colline et qui donne une vue de Kyoto.
L'accès au complexe se fait par la porte Niō (Niō-mon), puis par la porte ouest (Sai-mon) et la pagode à trois étages, ou directement devant le Zuigu-do, dédié au bodhisattva Daizuigu (en). Le bâtiment principal (hon-do), dédié à Kannon, se situe un peu plus loin.
En contrebas des différents bâtiments et notamment de l'Oku-no-in, se trouve la chute d'eau Otowa-no-taki, d'où trois canaux plongent dans une mare. Les visiteurs du temple boivent de cette eau qui aurait des propriétés thérapeutiques dans des coupelles en fer. Il est dit que boire de l'eau des trois canaux confère santé, longévité et succès dans les études.

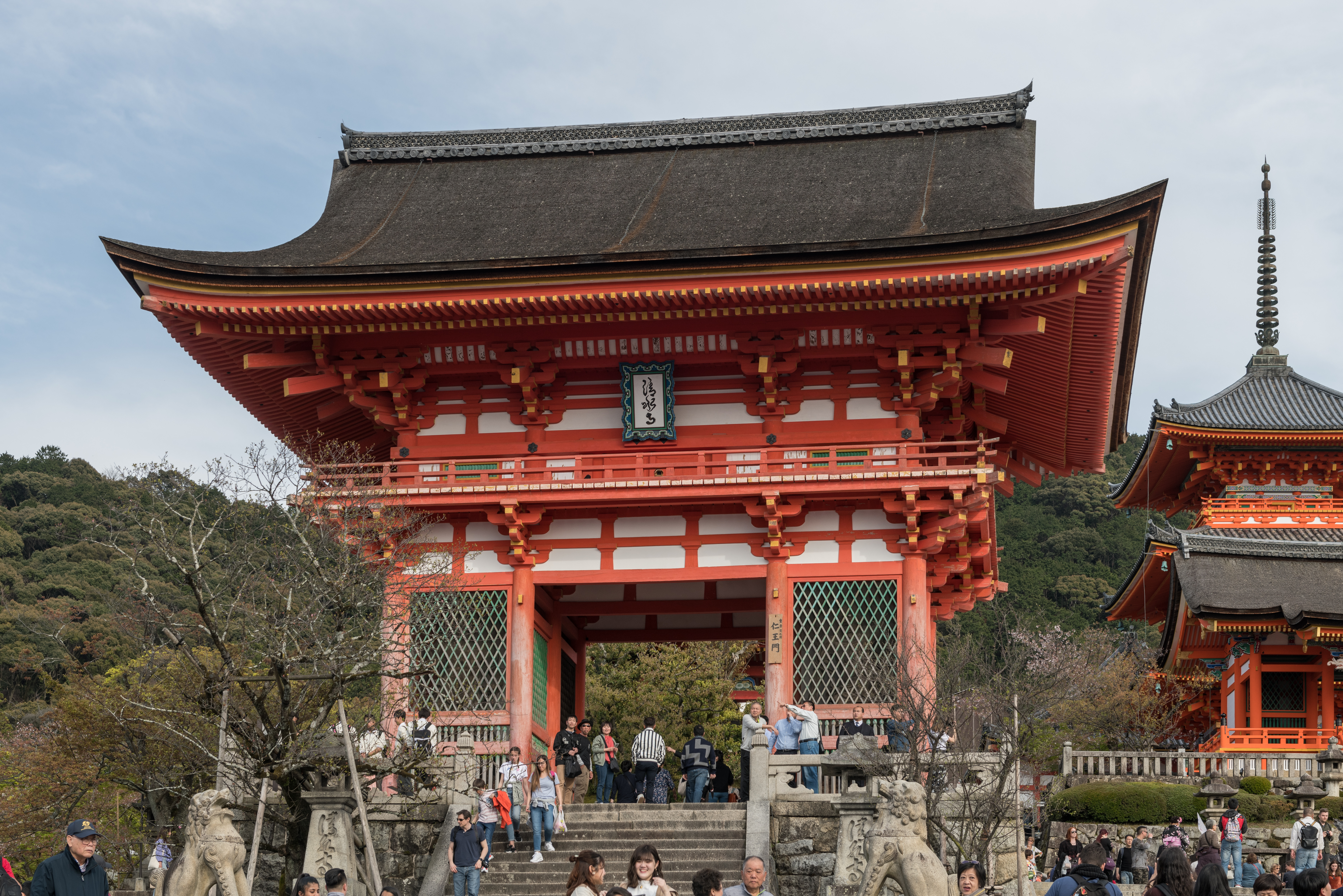
Porte Niō, à droite la porte ouest devant la pagode.
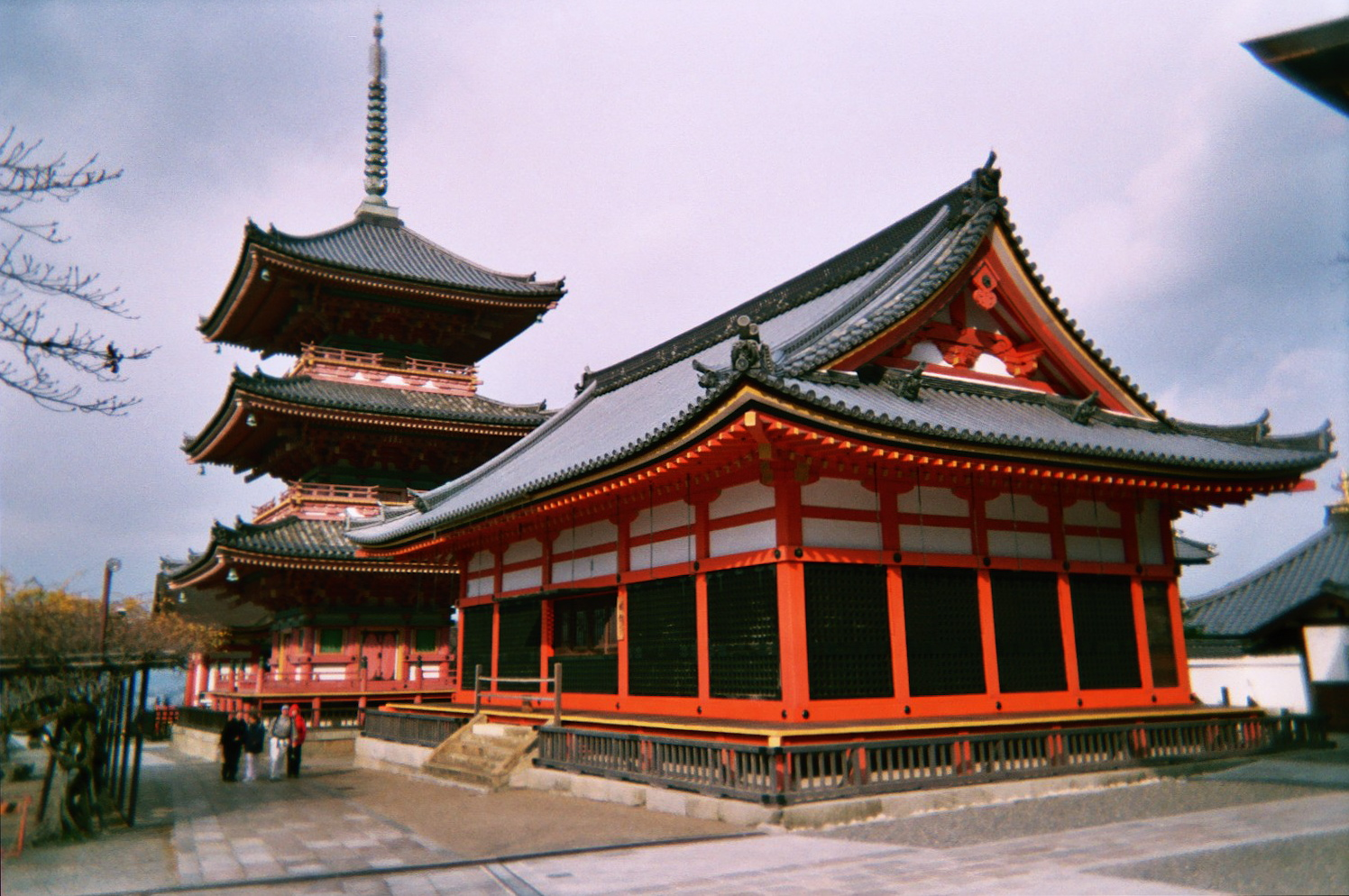
Pagode et kyōdō.
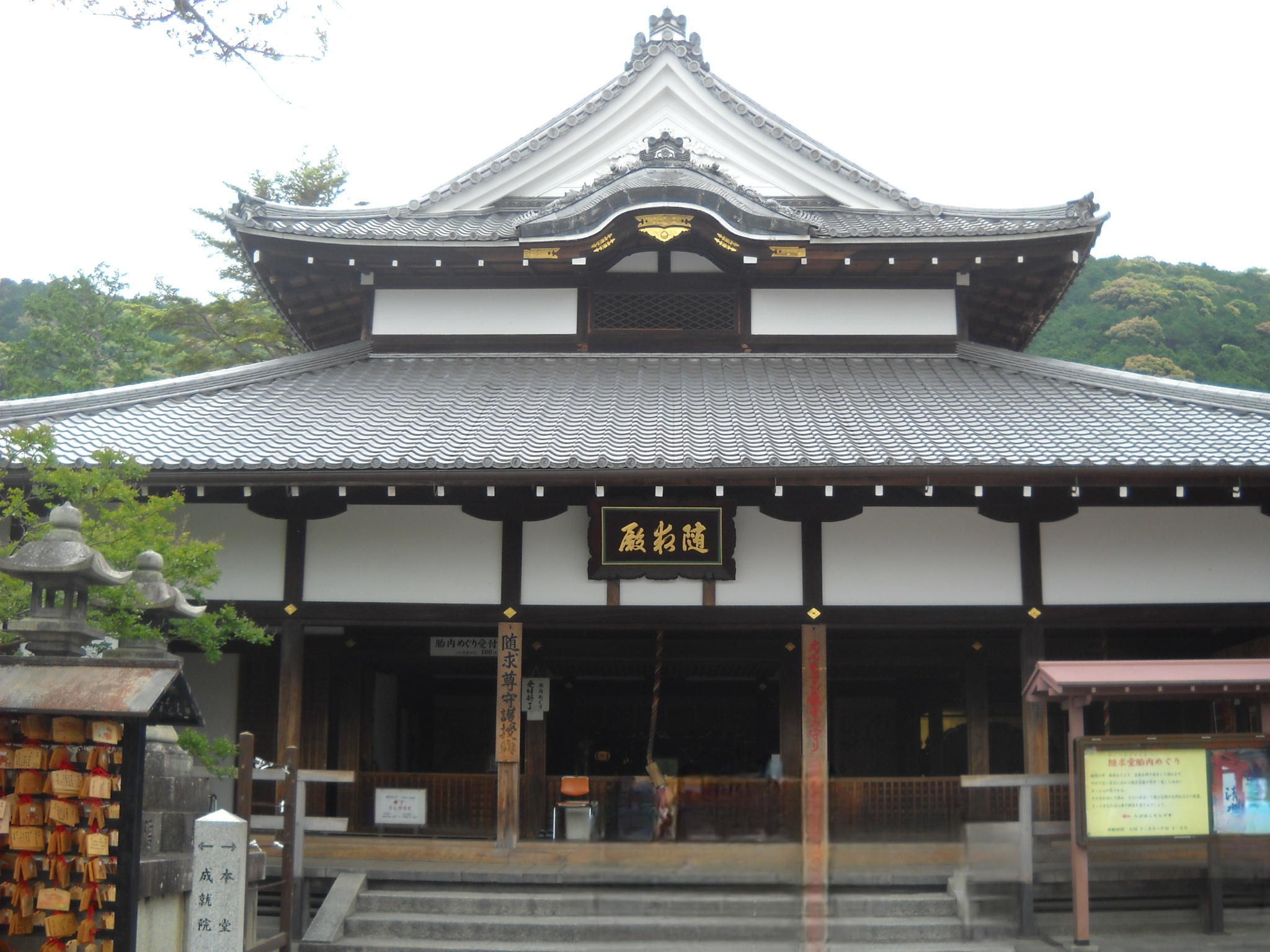
Zuigu-do.
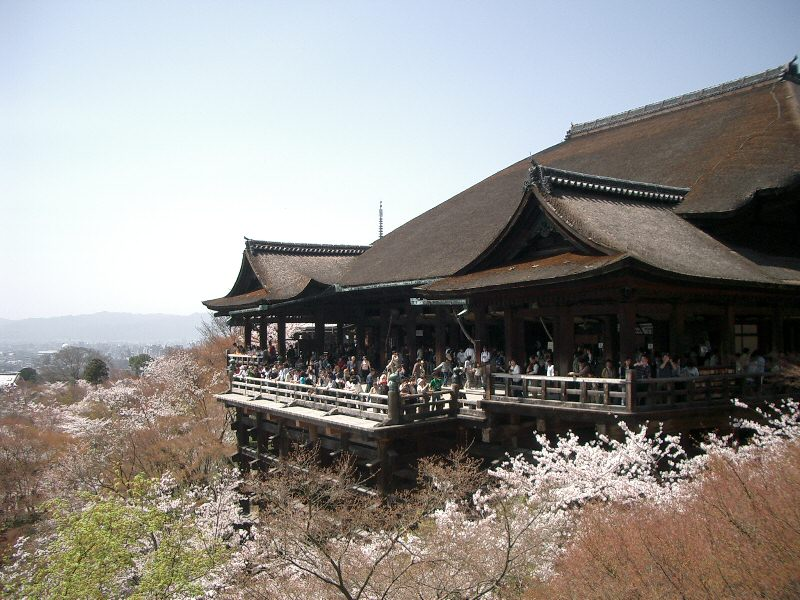
Bâtiment principal au printemps.
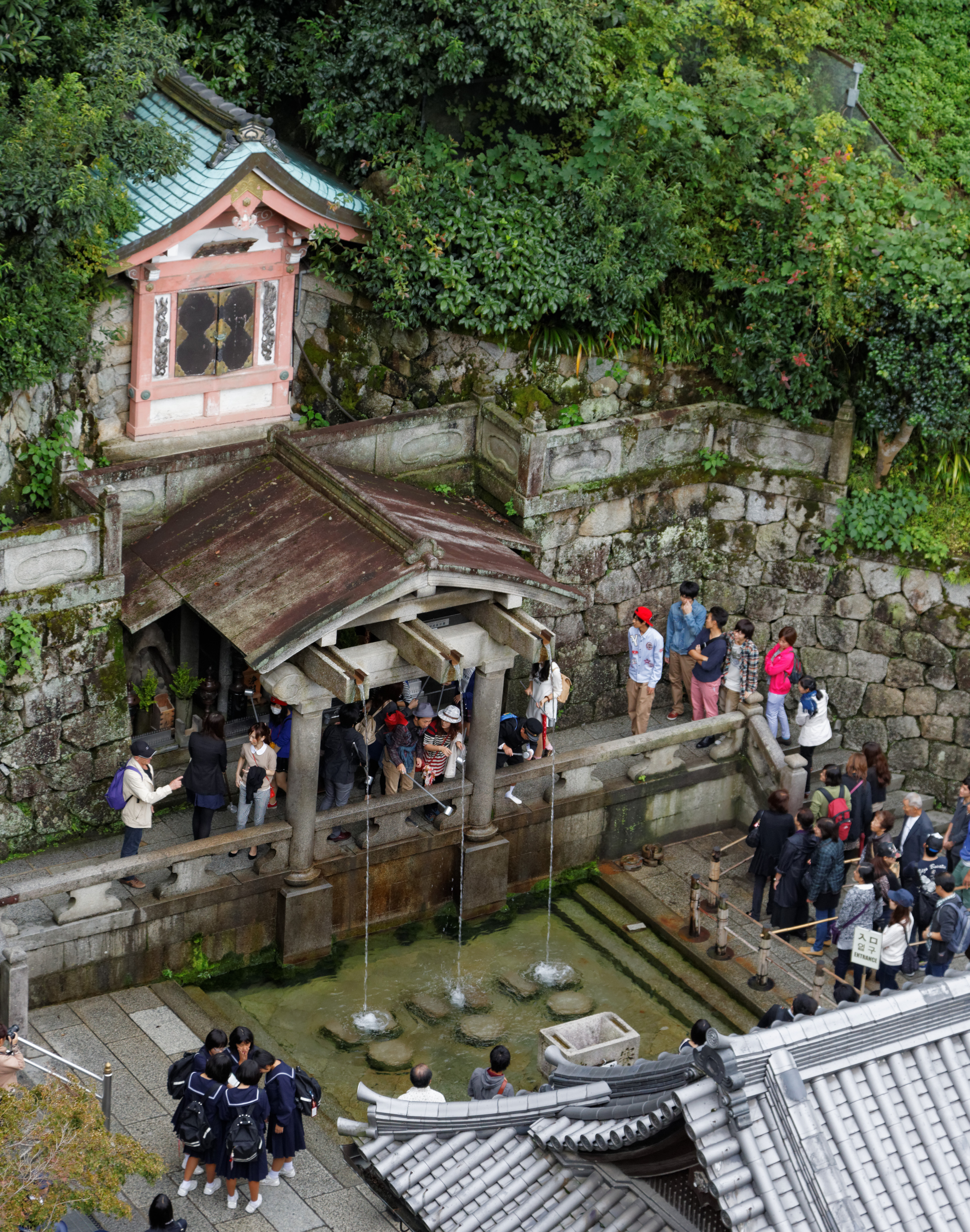
Chute d'eau Otowa-no-taki.

### Okuninushino-Mikoto
Le complexe contient de nombreux autres bâtiments, dont l'un des plus connus est le Jishu-jinja (shinto), dédié à Okuninushino-Mikoto, un dieu de l'amour et des « bonnes rencontres ». À l'intérieur du Jishu-jinja se trouvent deux « pierres d'amour » placées à dix-huit mètres (ou, pour une autre source, à dix mètres) l'une de l'autre, distance que les visiteurs célibataires essaient de franchir les yeux fermés. L'accomplissement de ce trajet est vu comme un présage de future rencontre amoureuse. On peut être aidé pour réaliser le parcours, mais alors cela signifie qu'un intermédiaire sera nécessaire pour rencontrer l'âme sœur. Le premier jour de chaque mois, on y célèbre une cérémonie pour le bon amour.

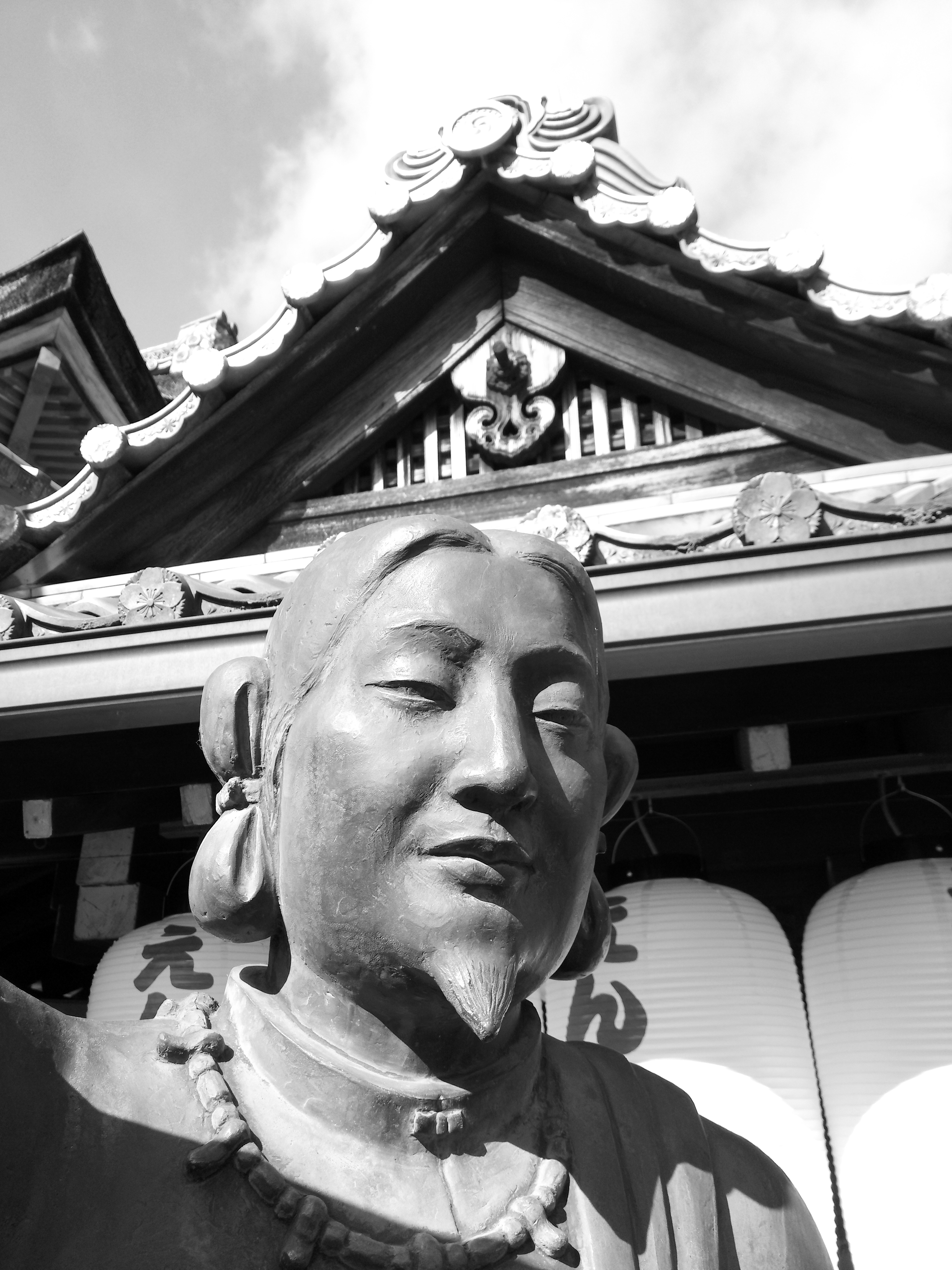
Okuninoshi.
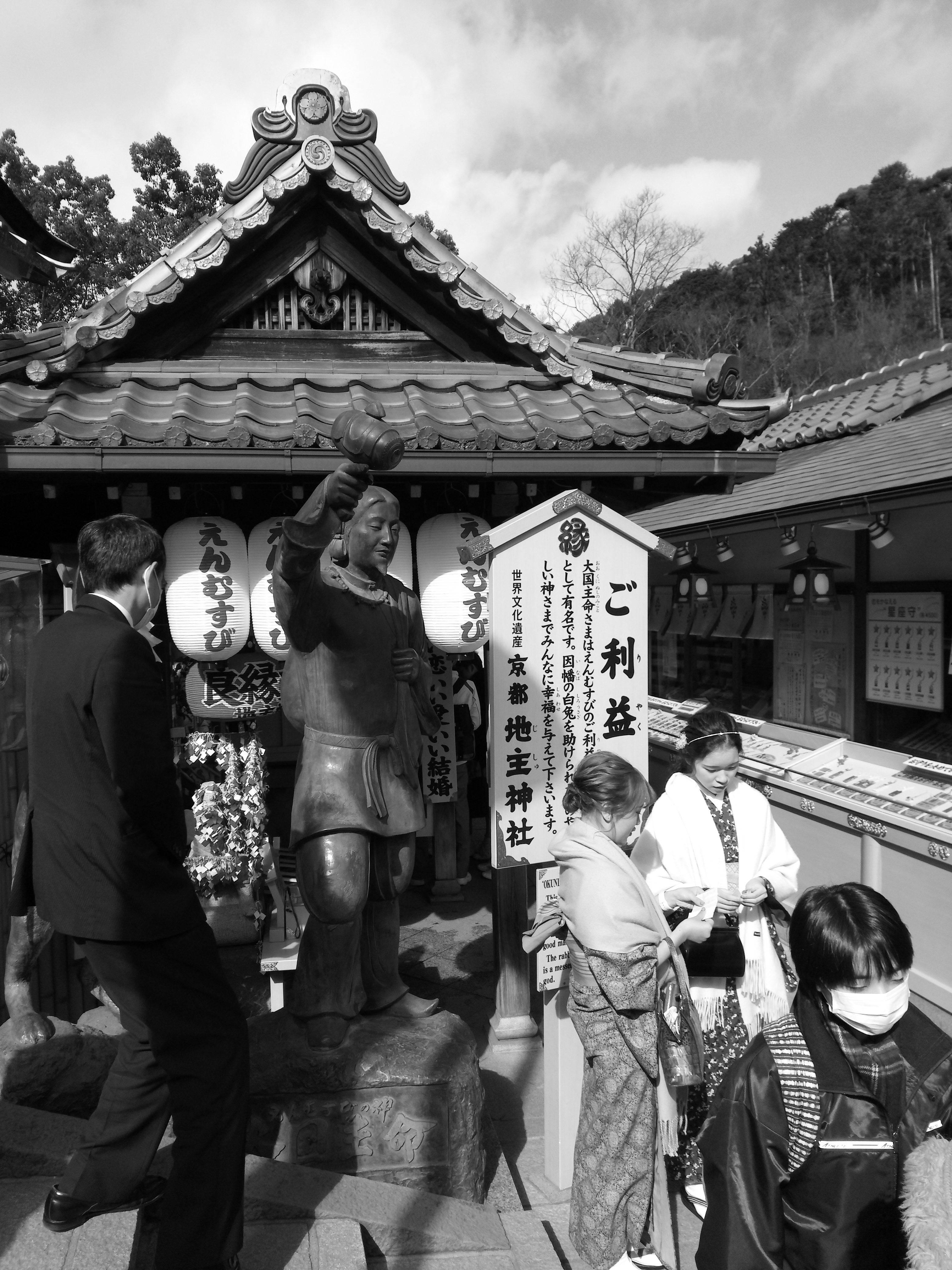
Sanctuaire Okikunoshino Mikoto.
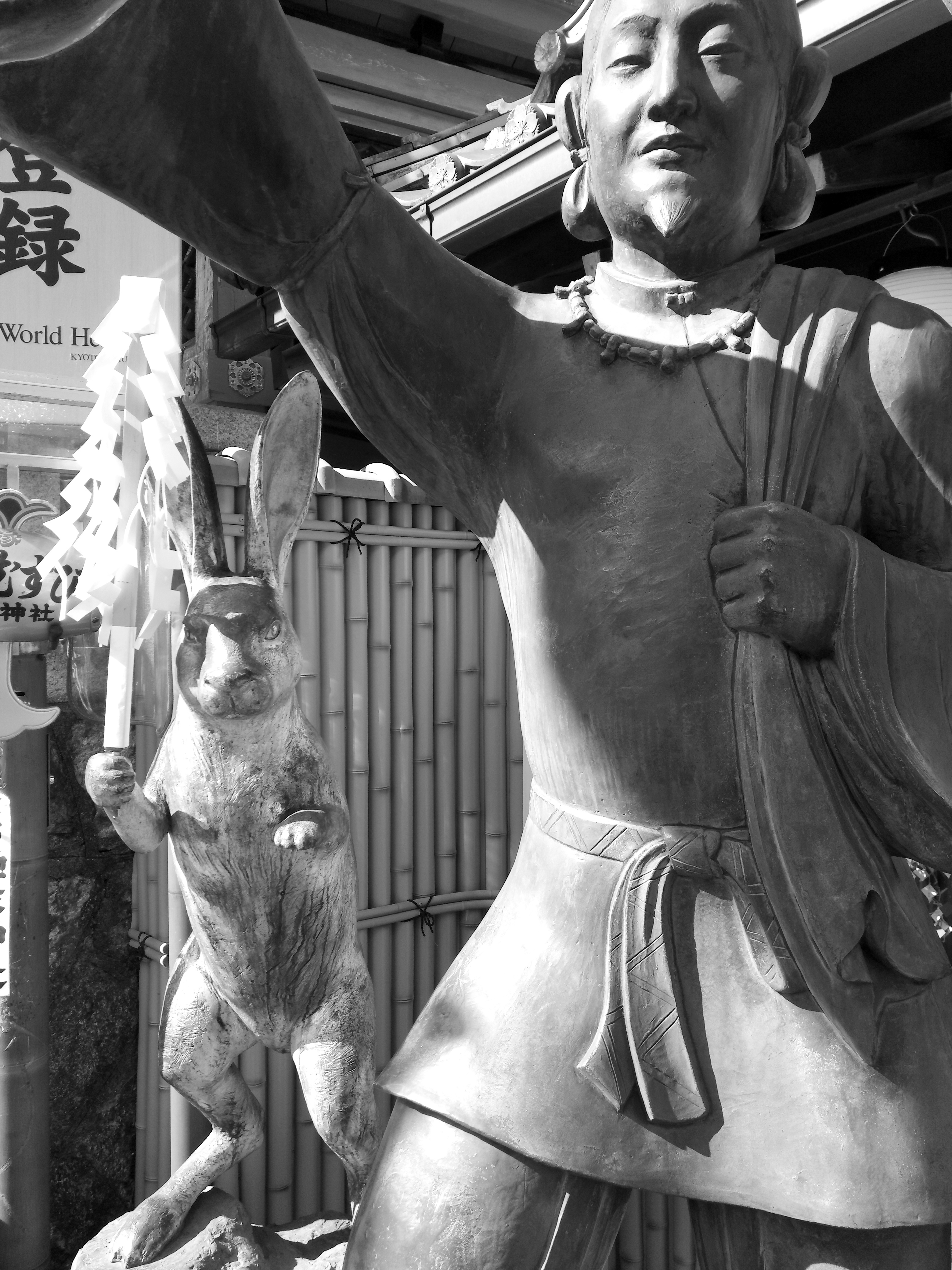
Okininushi et le lapin messager du kami.
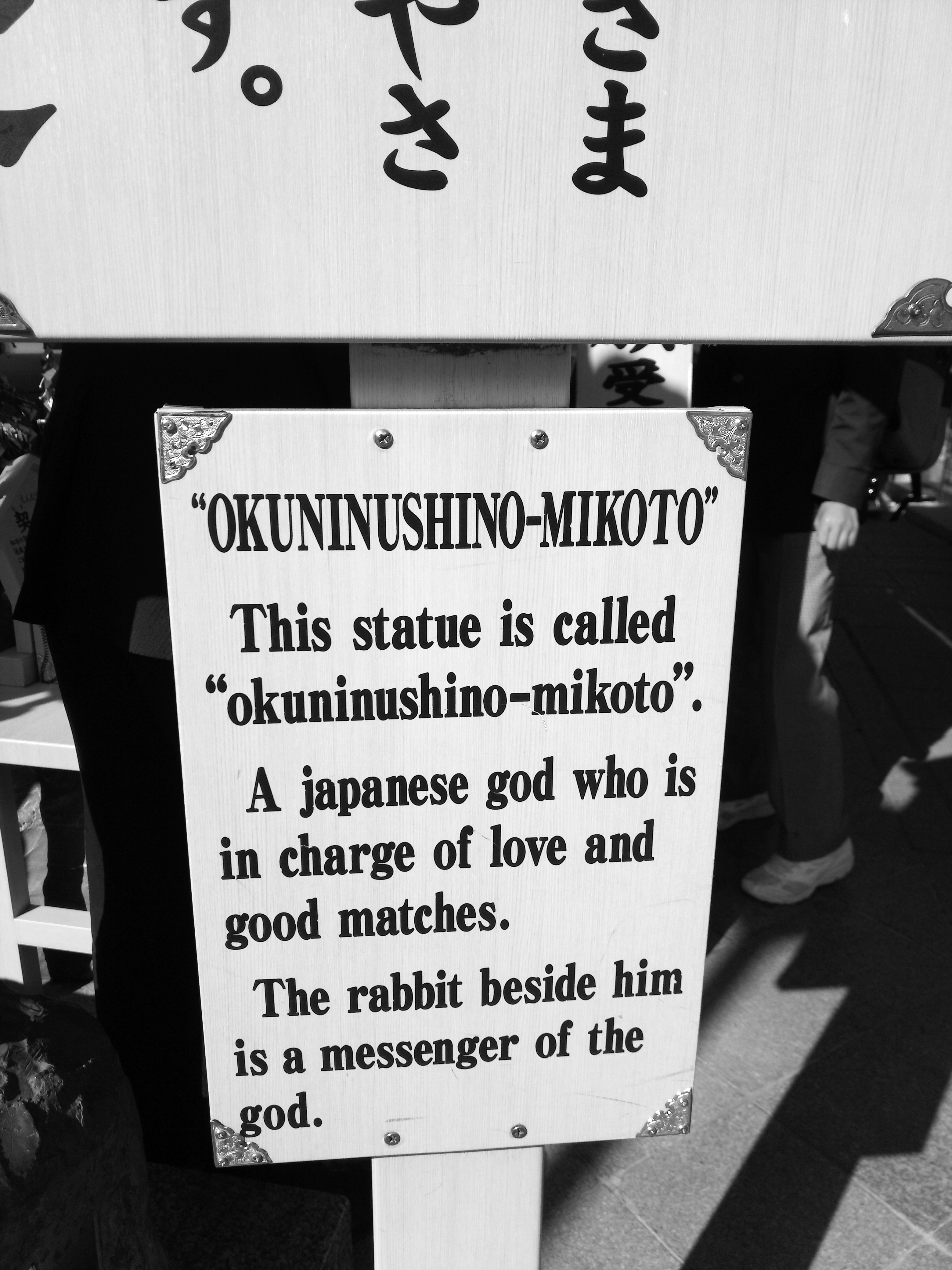
Avertissement.
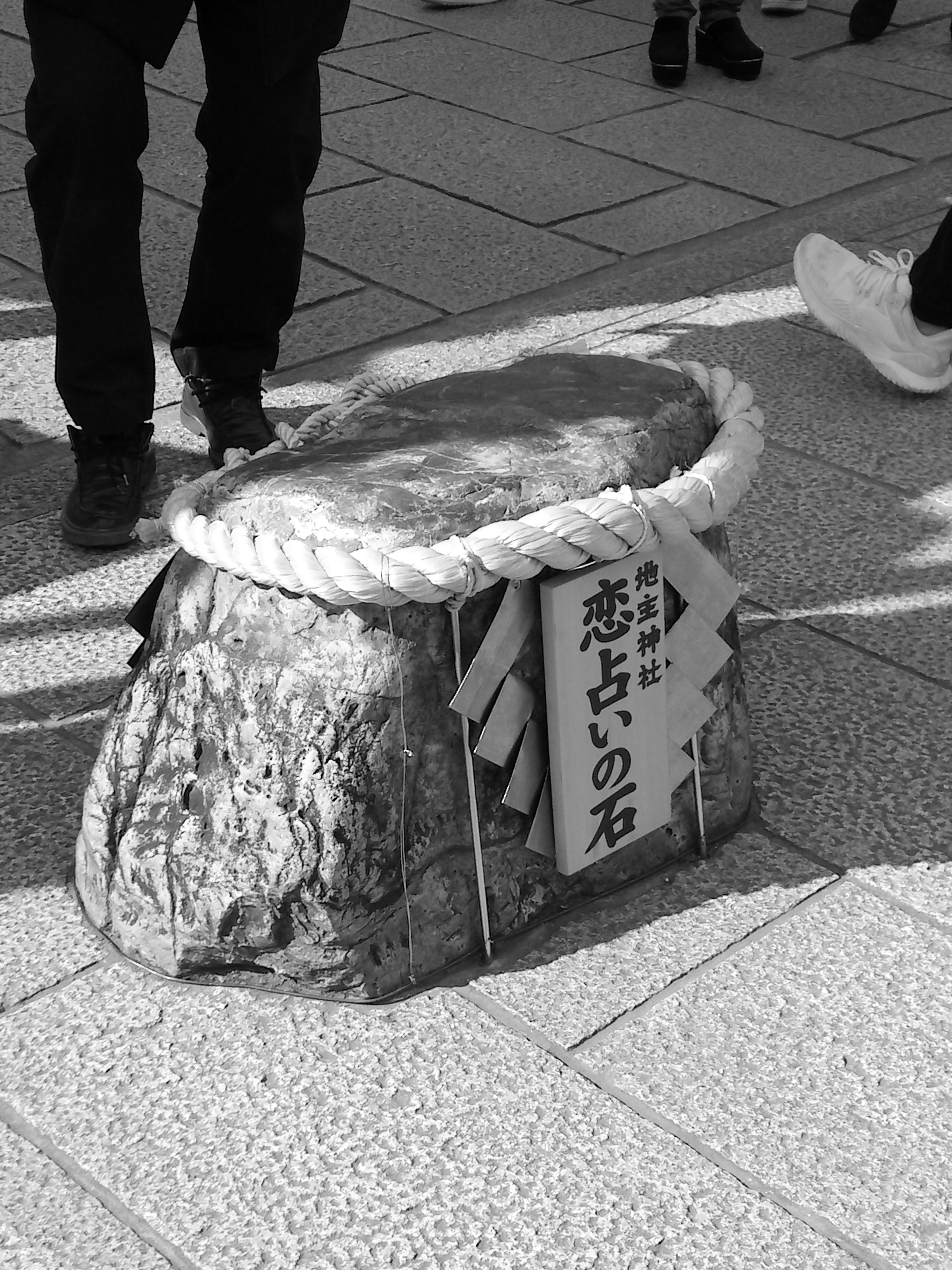
Une des deux pierres du parcours.

## Culture populaire
L'expression japonaise « se jeter du Kiyomizu-dera » (清水の舞台から飛び降りる, Kiyomizu no butai kara tobioriru) est l'équivalent de l'expression française « se jeter à l'eau ». Cette expression a pour origine une tradition de l'époque d'Edo qui prétendait que si une personne survivait à un saut depuis la plateforme du temple, son vœu se réaliserait. Durant l'époque d'Edo, 234 sauts ont été comptabilisés avec un taux de survie de 85,4 %. Le saut ne fait, en effet, que quinze mètres, et une importante végétation en contrebas de la plateforme peut amortir le pèlerin. La pratique a depuis été interdite.
Depuis 1995 et le séisme de Kōbe, le kanji de l'année est présenté le 12 décembre au temple.
Ses origines sont aussi illustrées de façon légendée dans trois rouleaux enluminés du XVIe siècle, les Rouleaux illustrés des événements funestes du temple de Kiyomizudera.
Le sanctuaire apparaît dans le film Mémoires d'une geisha de Rob Marshall sorti en 2005 ainsi que dans Lost Girls and Love Hotels (en) de William Olsson sorti en 2020.
Le temple est visitable dans plusieurs jeux vidéo tels que Like a Dragon Ishin!, Rise of the Rōnin, bien que seuls l'extérieur et une partie du bâtiment principal (ainsi que la fameuse plate forme) soient accessibles, ainsi que Assassin's Creed Shadows qui permet d'explorer le temple durant l'époque Azuchi Momoyama.[réf. nécessaire]